# Marie-Luise Franz
Marie-Luise Franz (zeitweise den Namen Marie-Louise Schneider tragend; geboren am 2. Oktober 1939) ist eine deutsche Juristin. Sie war von 1986 bis 2004 Richterin am Bundespatentgericht in München.

## Beruflicher Werdegang
Franz war Regierungsdirektorin, bevor sie zum 19. August 1986 als Richterin an das Bundespatentgericht berufen wurde. Dort war sie rechtskundiges Mitglied im 20. Senat und im 21. Senat, beides Technische Beschwerdesenate. Da am Bundespatentgericht die Mehrzahl der Richter Naturwissenschaftler sind, werden die Juristen „rechtskundige Mitglieder“ genannt.
2004 wurde Franz in den Ruhestand verabschiedet.